# Пет Ніксон
Тельма Кетрін Райан «Пет» Ніксон (англ. Thelma Catherine Ryan «Pat» Nixon; нар. 16 березня 1912, Невада — пом. 22 червня 1993, Нью-Джерсі) — американська акторка, політична діячка. Перша леді США з 20 січня 1969 по 9 серпня 1974 (у шлюбі з колишнім 37-м Президентом США (Річард Ніксоном).

## Біографія
Народилася в Неваді. Виросла в Лос-Анджелесі, Каліфорнія. 1929 року закінчила середню школу, а потім навчалася в Фуллертонському коледжі. По закінченні коледжу проходила навчання в Університеті Південної Каліфорнії. Для оплати освіти вона працювала на декількох робочих місцях, у тому числі в аптеці, друкаркою і рентгенологинею. 
1940 року одружилася з юристом Річардом Ніксоном, народила двох дочок. Спільно з чоловіком брала участь у його успішній кампанії на виборах в конгрес в 1946 і 1948 роках. Пізніше стала «Другою леді США», коли її чоловік був обраний віцепрезидентом при Дуайті Ейзенхауері. Як дружина віцепрезидента, провела з чоловіком багато місій доброї волі, які отримали сприятливе висвітлення в ЗМІ. Вона допомагала чоловікові у його невдалій президентській кампанії 1960 року, а потім у його успішній кампанії 1968 року.

## Сім'я
- чоловік: Річард Мілхауз Ніксон (нар. 9 січня 1913 — пом. 22 квітня 1994) (у шлюбі з 21 червня 1940).
- діти:
  - Тріша «Патрісія» Ніксон Кокс (нар. 21 лютого 1946).
  - Джулі Ніксон Ейзенхауер (нар. 5 липня 1948).